# Ypsolopha scabrella
Ypsolopha scabrella је врста ноћног лептира (мољца) из породице Ypsolophidae. 

## Опис
Распон крила је од 20 до 22 мм. Када мољац мирује, видљива су три подигнута чуперка на крилима. Глава и торакс су беле боје, прошарани тамним длакама. Предња крила са оштрим врхом. Задња крила су светлосива, позади тамнија. Гусенице су зелене боје, са уздужном белом линијом и црним тачкама. 

## Распрострањење и станиште
Врста је распрострањена у већем делу Европе. У Србији је забележена углавном на планинама. Насељава шумска станишта.   

## Биологија
Адулти се јављају од јуна до октобра. Привлачи их светлост. Гусенице се хране врстама из рода Malus и Crataegus, улуткавају се на њима или на тлу. 

## Синоними
Phalaena scabrella Linnaeus, 1761